# القتل الرحيم للحيوانات
القتل الرحيم للحيوانات (بالإنجليزية: Animal euthanasia) هو مصطلح ييُقصد به إنهاء حياة الحيوان أو السماح له بالموت من خلال تدابير طبية، .رأفةً بمعاناته في الحالات التي يُعد شفاؤها ميؤوسًا منه. تشمل أسباب القتل الرحيم الحالات المستعصية والمؤلمة بشدة أو الأمراض، كما قد تشمل نقص الموارد اللازمة لمواصلة رعاية الحيوان، أو استخدامه في بعض أنواع الاختبارات العلمية. وقد صُميم أساليب القتل الرحيم لتقليل الألم والمعاناة إلى أدنى حد ممكن. وعلى الرغم من وجود اختلاف بين القتل الرحيم والذبح الحيواني، فإن الإجراء قد يكون متشابهاً في بعض الحالات.

## الطرق
يمكن تقسيم الطرق التي يتم بها القتل الرحيم إلى الطرق الدوائية والفيزيائية (الطبيعية). حيث تشمل الطرق الدوائية المقبولة الأدوية المحقونة والغازات التي تقوم بخفض نشاط الجهاز العصبي المركزي أولاً ثم النشاط القلبي الوعائي. فيجب أن تؤدي الطرق الفيزيائية المقبولة أولاً إلى فقدان سريع للوعي عن طريق تعطيل الجهاز العصبي المركزي. هنا تتم مناقشة الطرق الأكثر شيوعًا، ولكن هنالك طرق أخرى مقبولة تستخدم في المواقف المختلفة. ومن بين هاته الطرق الستة : جرعة زائدة من التخدير، واستنزاف القلب، وقطع الرأس، والقطع المغلق داخل الصدر للأوعية الكبيرة والقلب، والقرع الصدري، وقطع الصدر مع تمزق الأوعية الكبيرة، تعتبر طريقتي الجرعة الزائدة من التخدير ونزف القلب الطريقتين الأكثر قبولا من الناحية الأخلاقية. كما تعتبر طريقة قطع الرأس هي الطريقة الأقل قبولا أخلاقيا 

### التخدير الوريدي
فقدان الوعي، انهيار الجهاز التنفسي متبوعاً بسكتةٍ قلبيةٍ سريعة «عادة ما تحدث في غضون ثلاثون ثانية» هذه الطريقة التي يصفها المراقبون عموما بالموت السليم والسريع.
يقوم بعض الأطباء البيطريين بإجراء عملية من مرحلتين: حقنة أولية تجعل الحيوان الأليف يفقد الوعي بسهوله ومن ثم المرحلة الثانية والتي تسبب الموت. عند إجراء هذه العملية، يتاح للمالك توديع حيوانه الأليف بدون إثارة خوفه. كما أنه يقلل إلى حد كبير أي ميل نحو التشنج والحركات اللاإرادية الأخرى والتي بدورها تقوم بزيادة الاضطراب العاطفي الذي يواجهه صاحب الحيوان الأليف.
بالنسبة للحيوانات الكبيرة، يعتبر البعض أن كميات الباربيتورات المطلوبة غير عملية، على الرغم من أن هذه الممارسة تعتبر معياراً في الولايات المتحدة. أما بالنسبة للخيول والماشية، فقد تتوفر أدوية أخرى. وتتوفر بعض المنتجات المركبة المصاغة خصيصًا، مثل (Somulose(secobarbital / cinchocaine و(Tributame(embutramide / chloroquine / lidocaine والتي تسبب فقدان الوعي العميق والسكتة القلبية بشكل مستقل مع انخفاض حجم الحقن، مما يجعل العملية أسرع وأكثر أمانًا وأكثر فعالية.
في بعض الأحيان، قد يتعرض الحصان الذي يتم حقنه بهذه الخلطات إلى نوبة واضحة النشاط قبل الموت. واللذي قد يعود للسكتة القلبية السابقه لأوانها. ومع ذلك، إذا اتخذت الاحتياطات العادية (على سبيل المثال، التخدير ب ديتوميدين)، فنادرا ما تعد هذه مشكلة. حيث تفيد التقارير الغير رسميه بأن استخدام فينيل بوتازون على المدى الطويل يزيد من خطر حدوث هذا التفاعل وهو ما لم يتم إثباته بعد.
فبعد موت الحيوان فإنه من الطبيعي للجسم أن يكون له رعشات جسديه بعد وفاته، أو أن يكون الحيوان مصابًا بهيجان مفاجئ في المثانة.

### مواد الإستنشاق
يمكن استخدام تخدير الغاز مثل آيزوفلورين وسيفوفلوران للقتل الرحيم للحيوانات الصغيرة جدا. حيث يتم وضع الحيوانات في غرف مغلقة وضخ مستويات عالية من الغاز المخدر. وقد يحدث الموت أيضا باستخدام ثاني أكسيد الكربون بمجرد أن يتم فقدان الوعي من خلال استنشاق المخدر. وغالبا ما يستخدم ثاني أكسيد الكربون من تلقاء نفسه في عمليات القتل الرحيم للحيوانات البرية. حيث انه توجد آراء متباينة حول ما إذا كان يسبب الاختناق عند استخدامه من تلقاء نفسه، مع دعم التجارب البشرية لإثبات انه يسبب للاختناق ويؤدي إلى نتائج غير واضحه على غير البشر. في عام 2013، أصدرت الجمعية الطبية البيطرية الأمريكية (AVMA) مبادئ توجيهية جديدة لأستخدام ثاني أكسيد الكربون، مشيرة إلى أن معدل التدفق من 10٪ إلى 30٪ حجم / دقيقة هو الأمثل بالنسبة إلى الموت الرحيم الإنساني للقوارض الصغيرة.
على الرغم من الاستخدام الغالب ل أول اكسيد الكربون، إلا أن بعض الولايات في الولايات المتحده الامريكيه قد فرضت حظر استخدامه في ملاجئ الحيوانات. وعلى الرغم من أن التسمم بغاز أول أكسيد الكربون ليس مؤلما بشكل خاص، إلا أن الظروف في غرفة الغاز غالبا ما تكون غير إنسانية. أيضا ثبتت فعاليه غاز النيتروجين على الرغم من مقاومة بعض الحيوانات الشابه، ولكنه لا يستخدم على نطاق واسع.

### خلع عنق الرقبة
يُعد خلع عنق الرقبة، أو إزاحتها (كسر أو تكسير) طريقة قديمة ولكنها أقل شيوعًا في قتل الحيوانات الصغيرة مثل الفئران. إن تطبيق هذه الطريقة بالشكل الصحيح يؤدي إلى الموت بأقل قدر ممكن من الألم وليس له أي تكلفة أو معدات مساعدة. يجب على المعالج أن يعرف الطريقة الصحيحة لتنفيذ الحركة التي تسبب النزوح العنقي، حيث إن عدم التدريب المناسب والتعلم الصحيح لتطبيق هذه الطريقة قد يؤدي إلى الألم الشديد والمعاناة دون الموت. ولعدم معرفة الوقت الذي يبقى فيه الحيوان واعيًا أو مستوى المعاناة التي يمر بها بعد الانحناء الصحيح للرقبة، أصبحت هذه الطريقة أقل شيوعًا وغالبًا ما تُستبدل بمواد الاستنشاق.

### الحقن داخل القلب أو الصفاق
حينما لا يكون الحقن الوريدي ممكناُ، يمكن حقن عقاقير القتل الرحيم مثل البنتوباربيتال مباشرة في عمق القلب أو تجويف الجسم.
في حين أن الحقن داخل الصفاق يكون مقبولًا تمامًا (على الرغم من أنه قد يستغرق 15 دقيقة حتى يبدأ تأثيره على الكلاب والقطط [6])، إلا أنه لا يمكن إجراء الحقن داخل القلب إلا على حيوان فاقد الوعي أو مخدّر بشدة. غالبا ما يكون الحقن الممغنط على حيوان واعي تماما في الأماكن ذات القوانين الإنسانية للتعامل مع الحيوانات جريمه جنائيه.

### اطلاق الرصاص

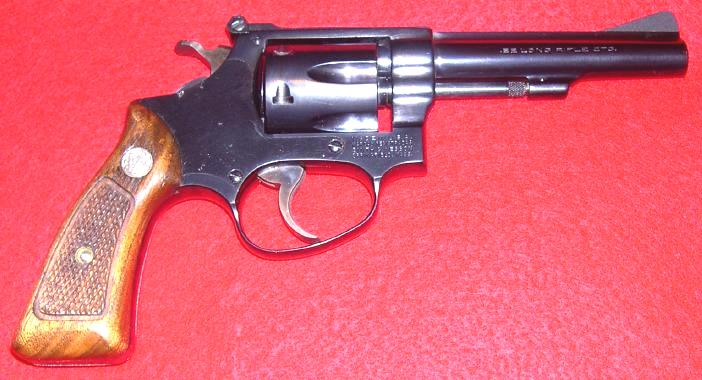
Smith and Wesson Model 34-1 Kit Gun

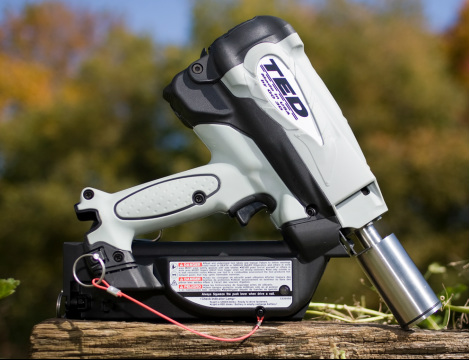
مسدس الترباس الأسير

يمكن ان تكون الطريقة هذه وسيله للقتل الرحيم للحيوانات الكبيرة مثل الخيول والابقار والغزلان إذا ما تم تنفيذها بشكل صحيح ويمكن القيام بذلك عن طريق:
الأسلحة الناريةتستخدم الطريقة التقليدية هذه للقتل الرحيم للخيول والغزلان أو غيرها من الحيوانات الكبيرة، يتم إطلاق النار على الحيوان في الجبين برصاصة موجهة إلى أسفل العمود الفقري من خلال النخاع المستطيل، مما يؤدي إلى الموت الفوري. [13] وتعتبر مخاطر تنفيذها ضئيله إذا ما نفذت من قبل اشخاص متمرسون في المكان المناسب.
بندقية الترباس.
غالبا ما تستخدم من قبل مصانع تعبئه اللحوم لغرض القتل الرحيم للمواشي.يتم اطلاق الرصاصة مباشره نحو الجبهة مسببة تعطل كبير في القشرة الدماغيه. في الماشية، تصعق الطريقة هذه الحيوان على الرغم من أنه إذا ترك لمدة طويله فإنه سيموت من وذمة دماغيه. ولذلك يجب ان يتم الموت بسرعه عن طريق النزيف أو إيقاف النشاط الدماغي. أما الخيول فيتم قتلها مباشرة باستخدام البندقية مما يجعل توقف النشاط الدماغي أو النزيف غير ضروري.

## أسباب القتل الرحيم
تتضمن أسباب القتل الرحيم للحيوانات الأليفة والحيوانات الأخرى ما يأتي:

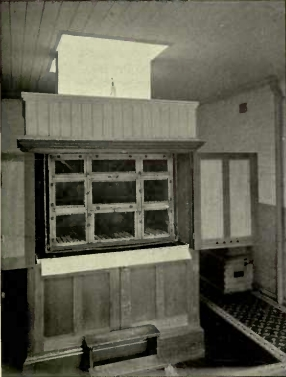
غرفة مميتة في معهد لندن الملكي ومنزل للقطط المفقودة والجائعه

- -الأمراض المزمنة، ك السرطان وداء الكلب
- - المرض أو الحادث الغير ميئوس منه ولكنه يسبب للحيوان العيش في معاناه دائمة، أو عند عدم تحمل المالك له، أو وجود اعتراض أخلاقي على العلاج لدى المالك.
- - صائدي الرحمة
- - المشكلات السلوكية (عادةً ما تكون مشكلات لا يمكن تصحيحها)، كالعدوان -، الكلبيات التي عادة ما تتسبب بأذى بدني جسيم لكل من الإنسان والحيوانات الأخرى عن طريق التعرض للهجوم، عادة ما يطبق عليها القتل الرحيم («المدمرة» من الناحية القانونية البريطانية).
- - التدهور والتقدم في العمر المؤديان إلى فقدان وظائف الجسم الرئيسيه والمؤديه إلى إضمحلال قيمة الحياة
- - الافتقار إلى المسكن ووكيل الرعاية
- - البحث والاختبار - في سياق البحث العلمي أو الاختبار، قد يتم القتل الرحيم للحيوانات بغرض تشريحها، لمنع المعاناة بعد إجراء الاختبار، لمنع انتشار المرض، أو لأسباب أخرى.

- عادة ما يتم تنفيذ القتل الرحيم للحيوانات الصغيرة في العيادة البيطرية أو في مشفى أو مأوىً للحيوانات وعادة ما يتم تنفيذها من قبل طبيب بيطري أو فني بيطري يعمل تحت إشراف الطبيب البيطري.ففي كثير من الأحيان يتم تدريب العاملين في ملاجئ الحيوانات على القيام بالقتل الرحيم. ويقوم بعض الأطباء البيطريين بتنفيذ القتل الرحيم في منزل صاحب الحيوانات الأليفة - وهذا أمر إلزامي في حالة القتل الرحيم للحيوانات الكبيرة. اما في حالة الحيوانات الكبيرة التي أصيبت بجروح، فسيتم تنفيذ القتل الرحيم في موقع الحادث، على سبيل المثال، في ميدان سباق الخيل.
تقوم بعض منظمات حقوق الحيوان بدعم القتل الرحيم بالحيوان تحت ظل ظروف معينة، حيث تمارسه في الملاجئ التي تعمل فيها.

## الوضع القانوني
في الولايات المتحدة، من أجل القتل الرحيم للحيوانات المصاحبة في ملاجئ الحيوانات، تصف 14 ولاية الحقن في الوريد كطريقة مطلوبة، وتعود هذه القوانين إلى عام 1990، عندما أصبح «قانون القتل الرحيم الإنساني» في جورجيا أول قانون ولاية يوصي بهذه الطريقة. قبل ذلك، كانت غرف الغاز وغيرها من الوسائل شائعة الاستخدام. وقد تم رفض قانون جورجيا من قبل مفوض الزراعة في جورجيا، تومي إرفين، الذي كُلف بإنفاذ القانون. وفي مارس/آذار 2007، أقام دعوى قضائية ضد ممثل الدولة السابق تشيسلي مورتون، الذي كتب القانون، وأمر من قبل المحكمة بإنفاذ جميع أحكام القانون.

## الرفات
يختار العديد من أصحاب الحيوانات الأليفة إحراق حيواناتهم الأليفة أو دفنها بعد أن يتم تنفيذ القتل فيها، وهناك منازل جنازة للحيوانات الأليفة تتخصص في دفن الحيوانات أو حرقها. خلاف ذلك، فإن منشأة الحيوانات في كثير من الأحيان تقوم بتجميد الجسم ثم ترسلها إلى مكب النفايات المحلية.
في بعض الحالات، يتم إرسال الحيوانات التي تم قتلها في الملاجئ أو وكالات مراقبة الحيوانات إلى مرافق تقديم اللحوم لتتم معالجتها لاستخدامها في مستحضرات التجميل والأسمدة والجيلاتين وعلف الدواجن والأدوية وأغذية الحيوانات الأليفة.
وقد قيل ان وجود البينتوباربيتال في طعام الكلاب قد يجعلهم اقل عرضه للاستجابة للدواء عند تنفيذ القتل الرحيم. ومع ذلك، فقد وجدت دراسة أجرتها إدارة الأغذية والعقاقير عام 2002 عدم وجود أي قطة أو كلب حامل للحمض النووي في الأطعمة التي تم اختبارها، لذلك عرف ان الدواء الموجود في طعام الكلاب يأتي من قتل الأبقار والخيول. علاوة على ذلك، كان مستوى الدواء الموجود في أغذية الحيوانات الأليفة آمنًا.
.

## أخلاقيات القتل الرحيم للحيوانات
أهمية تجربة نهاية حياة الحيوانات، خاصة فيما يتعلق بالإيواء، هي مسألة أخلاقية مهمة. تمامًا كما يتأثر البشر بظروف وفاتهم، قد تتأثر الحيوانات أيضًا بكيفية مرورها بالموت. بينما قد لا تمتلك الحيوانات القدرة اللغوية نفسها للتوقعات البعيدة المدى كالبشر، إلا أنها تظهر سلوكيات توقعية قصيرة المدى، مما يشير إلى وجود مستوى معين من الوعي. إن زيادة الوعي والاهتمام في المجتمع برفقة الحيوانات أدى إلى اتخاذ تدابير تشريعية تهدف إلى ضمان معاملة الحيوانات بإنسانية طوال حياتها، بما في ذلك تجربتها في نهاية الحياة. مفهوم "الموت الجيد" للحيوانات يشمل عوامل مثل سرعة فقدان الوعي وعدم وجود ألم أو ضيق أثناء الإيواء، كما أوضحت ذلك منظمات مثل المجلس الكندي لرعاية الحيوانات. يواجه الأطباء البيطريون والفنيون في مرافق الحيوانات المختبرية تحديات أخلاقية فريدة، يستوجب عليهم فيها الالتزام بمبادئ رعاية الحيوان وتعزيز الصحة العامة. يجب عليهم ضمان الممارسات الإيوائية الأخلاقية والتعامل مع القرارات المعقدة بشأن رعاية واستخدام الحيوانات، بما في ذلك التعامل مع القلق العاطفي حول التخلص من الحيوانات في نهاية الدراسة الدراسات.

## التأثير على نفسية الأطباء
عندما يواجهون القتل الرحيم، يعاني الأطباء البيطريون في كثير من الأحيان من مشاكل نفسية عميقة لأنهم يعتبرون القتل الرحيم عملاً فيه رحمة للحيوات وفي نثس الوقت وتحديًا أخلاقيًا، خاصة عندما يتعلق الأمر بحيوان قد أظهر المرء رعايةً له. وعلى الرغم من أن الحيوانات الأليفة هي التي يتم التفكير فيها عادة عندما يتم مناقشة الرابط بين الإنسان والحيوان، إلا أنه يمكن أيضًا أن يتكون رابط بين البيطريين والحيوانات المخصصة للبحث أو الذبح. على الرغم من أن هذه الحيوانات ستموت في النهاية، إلا أن مقدمي الرعاية ملتزمون بالتأكد من أنها في حالة جيدة طوال حياتها. للتعامل مع الخسارة القادمة، قد يقوم بعض الأشخاص، مع ذلك، بالتباعد العاطفي من هذه الحيوانات. عندما يتعين على المحترفين البيطريين إجراء القتل الرحيم للحيوانات بسبب الاستنفاد، يمكن أن يكون لذلك تأثير نفسي كبير ويؤدي إلى أعراض مرتبطة بالصدمة مثل اضطراب ما بعد الصدمة. يمكن أن تؤدي الحالة المعروفة باسم الإجهاد الناجم عن القتل (PITS) إلى ضعف شعور الأطباء البيطريين بأنفسهم كرعاة ومقدمي رعاية لرفاهية الحيوانات. تشمل الأعراض الناتجة عن الإجهاد النفسي الارتفاع في مستوى التنبيه، والأفكار الهمسية، والكوابيس، والشعور بالذنب أو العار. إن ليس جميع المحترفين البيطريين الذين يشاهدون القتل الرحيم يعانون من إصابات عاطفية دائمة، إلا أن درجة معاناتهم تعتمد على عدة عوامل. يتم التحكم في الضغط النفسي من خلال العوامل الخارجية والداخلية، بما في ذلك الظروف الشخصية وسياق حدث القتل الرحيم، بالإضافة إلى سمات الشخصية مثل الطباع والصدمات السابقة.